# ペテル・ペカリーク
ペテル・ペカリーク（Peter Pekarík, 1986年10月30日 - ）は、スロバキア・ジリナ出身のサッカー選手。ポジションはDF(RB)。ヘルタ・ベルリン所属。スロバキア代表。

## 経歴

### クラブ
地元・ジリナのクラブであるMŠKジリナの下部組織でキャリアをスタートし、2004年にトップチームデビュー。2006-07シーズンにはツォルゴン・リーガ優勝を経験。
2009年1月、ブンデスリーガのVfLヴォルフスブルクへ移籍。冬加入ながらも2009-10シーズンには16試合に出場しブンデスリーガ優勝に貢献した。しかしアルミン・フェーが監督に就任してからは出場機会が減少。2011年、トルコ・スュペル・リグのカイセリスポルへレンタル移籍。
2012年、ツヴァイテリーガのヘルタ・ベルリンへ移籍。ヘルタの1シーズンでのブンデスリーガ復帰に貢献した。

### 代表
2006年12月10日のUAE戦でスロバキア代表デビュー。2009年6月6日に行われた2010 FIFAワールドカップ・ヨーロッパ予選のサンマリノ戦で代表初得点を記録した。
2021年6月1日、ブルガリア代表との親善試合に出場したことでA代表通算100試合出場を果たした。

## 所属クラブ
- MŠKジリナ 2004-2009

→ MFKドゥブニツァ 2004-2005 (loan)
- VfLヴォルフスブルク 2009-2012

→ カイセリスポル 2011-2012 (loan)
- ヘルタ・ベルリン 2012-

## 代表歴

### 出場大会
- スロバキア代表
  - 2010 FIFAワールドカップ

### 試合数
- 国際Aマッチ 124試合 2得点（2006年-）[2]

| スロバキア代表 | 国際Aマッチ | 国際Aマッチ |
| 年             | 出場        | 得点        |
| -------------- | ----------- | ----------- |
| 2006           | 1           | 0           |
| 2007           | 0           | 0           |
| 2008           | 5           | 0           |
| 2009           | 12          | 1           |
| 2010           | 10          | 0           |
| 2011           | 8           | 0           |
| 2012           | 8           | 0           |
| 2013           | 6           | 0           |
| 2014           | 8           | 0           |
| 2015           | 5           | 1           |
| 2016           | 10          | 0           |
| 2017           | 7           | 0           |
| 2018           | 5           | 0           |
| 2019           | 6           | 0           |
| 2020           | 6           | 0           |
| 2021           | 12          | 0           |
| 2022           | 6           | 0           |
| 2023           | 9           | 0           |
| 2024           |             |             |
| 通算           | 124         | 2           |

## タイトル

### クラブ
MŠKジリナ
- ツォルゴン・リーガ ： 2006-07
- スロヴェンスキー・スペルポハール ： 2007

VfLヴォルフスブルク
- ブンデスリーガ ： 2008-09